# شهربراز جاذویه
شهربراز جاذویه (بالفارسية: شهربراز جادویه) كان ضابطًا عسكريًا ساسانيًا من بني مهران. كان على صلة قرابة بشهربراز، السباهبد الساساني، والشاهنشاه لفترة وجيزة. شارك في معركة أصفهان مع فدوسفان وقائد فارسي آخر ضد العرب المسلمين. لكنه هُزم وقُتل خلال المعركة.